# Frenchay-Dysarthrie-Untersuchung
Die Frenchay-Dysarthrie-Untersuchung stellt ein standardisiertes Diagnoseinstrument zur Klassifikation von Dysarthrieformen dar. Neben dem Münchner Verständlichkeitsprofil (MVP) bietet diese Untersuchung eine normierte Alternative zur Feststellung dysarthrischer Sprechstörungen. Hierbei ist zu beachten, dass die Normwerte der Frenchay Dysarthrie-Untersuchung nur für den englischsprachigen Raum erhoben wurden.
Ein objektives und für den deutschsprachigen Raum normiertes Untersuchungsverfahren für neurogene Sprechstörungen stellen die Aachener Materialien zur Diagnostik Neurogener Sprechstörungen (AMDNS) dar.

## Historie
Die Frenchay-Dysarthrie-Untersuchung wurde von Pamela M. Enderby am Frenchay Hospital (nahe Bristol, England) in siebenjähriger Forschungsarbeit entwickelt und von in Hamburg arbeitenden Logopäden über einen längeren Zeitraum erprobt und ins Deutsche übersetzt. Die erste deutschsprachige Ausgabe stammt aus dem Jahr 1991. Eine neu überarbeitete Auflage ist 2004 publiziert worden.

## Anwendungsbereich
Mit der Untersuchung kann man Dysarthrien in verschiedene Formen einteilen. Sie liefert Therapieansätze, indem sie geschädigte und intakte Funktionen aufzeigt. Selbst geringe Veränderungen im Sprechverhalten dysarthrischer Patienten können registriert werden. Der Aufbau der Untersuchung ist gut anzuwenden, sodass die Gefahr minimiert ist, Verfahrensweisen zu verändern oder Durchführungszeiten zu kürzen. Aufgrund ihrer Kompaktheit und Kürze eignet sich die Frenchay Dysarthrie-Untersuchung auch für Patienten mit geringer Ausdauer.

## Testgütekriterien
Die Untersuchung ist als Diagnoseinstrument von mehr als 200 Logopäden bei über 600 Patienten in England hinsichtlich Reliabilität und Validität überprüft wurde.
- Reliabilität
 Die Messgenauigkeit der Untersuchung im Vergleich verschiedener Prüfern wurde zuerst bei gesunden Patienten erfasst. Im Anschluss bewerteten acht Logopäden unabhängig voneinander 113 dysarthrische Versuchspersonen. Eine Produkt-Moment-Korrelation der Bewertungen der verschiedenen Prüfer ergab einen Koeffizienten von 0,79-0,92. Damit kann die Untersuchung als ausreichend reliabel bezeichnet werden.
- Validität
 In einer Studie mit 85 dysarthrischen Patienten wurde untersucht, ob und wie bestimmte Sprechmerkmale zugrundeliegenden neurologischen Störungen zugeschrieben werden können. Diese Untersuchung ermöglichte die Zuordnung zu verschiedenen medizinischen Diagnosen. Eine im Anschluss durchgeführte Diskriminanzanalyse ergab, dass in 90 % der geprüften Fälle die richtige Diagnose vorausgesagt werden konnte.
- Klinische Validität
 Zur Überprüfung der klinischen Validität wurden die Testergebnisse mit deskriptiven Berichten verglichen. 89,3 % der 112 analysierten Fälle wurden für zutreffend befunden.

## Klassifikation dysarthrischer Störungen
Die Frenchay-Dysarthrie-Untersuchung erlaubt eine Einteilung in fünf Hauptsyndrome:
1. Läsionen der oberen Motorneuronen … spastische Dysarthrie
2. Gemischte Läsionen der oberen und unteren Motoneuronen … gemischte Dysarthrie
3. Extrapyramidale Störungen … hypokinetische Dysarthrie
4. Zerebelläre Funktionsstörungen … ataktische Dysarthrie
5. Läsionen der unteren Motorneuronen … schlaffe Dysarthrie

Diese Subtypen stellen eine Mischung aus ätiologischer und symptomatischer Einteilung dar.
Für diese fünf Formen gibt es statistische Mittelwerte und Standardabweichungen zu den einzelnen Untersuchungsbereichen, die in der Handanweisung in einem Diagramm veranschaulicht werden.

## Durchführung

### Allgemeines
Die Untersuchung besteht aus 10 Bereichen. Die Leistungen der Probanden werden in einer 9-Punkte-Skala erfasst und grafisch in einem Säulendiagramm veranschaulicht. Es wird empfohlen, die Reihenfolge der Bereiche einzuhalten. Die Abfolge der Subtests ist vorgeschrieben. Für alle Bereiche gilt, dass der zweite Versuch der Patienten als Bewertungsgrundlage dient.

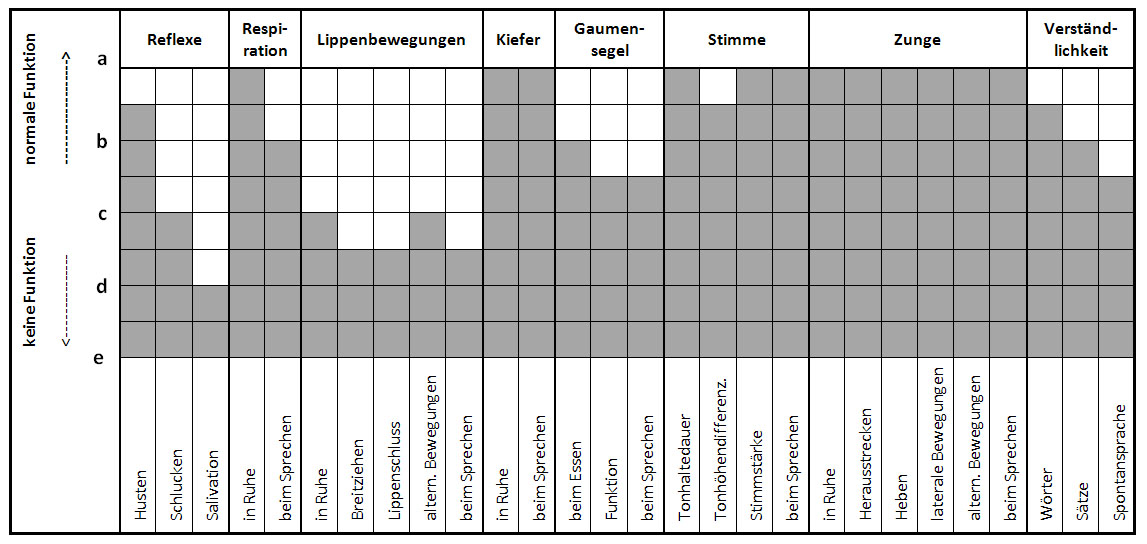
Profildarstellung der Ergebnisse der Frenchay Dysarthrie-Untersuchung als Säulendiagramm – dem Formblatt nachempfunden (Original: Enderby, 1991)

### Erforderliches Material
Zur Durchführung sind die Handanweisung, ein Formblatt, ein Spatel, eine Stoppuhr, ein Glas Wasser, ein Keks, Wort- und Satzkarten sowie ein Aufnahmegerät notwendig. Das Manual enthält genaue Anweisungen und ermöglicht es, anhand der Skalierung graduelle Leistungsunterschiede festzuhalten. Die in der Tabelle abgebildeten Untertests (Bereiche 1–8) sind heterogen konstruiert und beinhalten neben der Beurteilung nichtsprachlicher motorischer Leistungen auch Fragen an den Patienten, visuelle Beobachtungen beim Sprechen oder in Ruhe, auditive Urteile und Messungen mit der Stoppuhr. Die Zusatzbeobachtungen (Bereiche 9–10) werden am Formblatt ergänzt.

### Untersuchungsbereiche und ihre Subtests
|   | Bereiche       | Subtests |    | Bereiche                | Subtests |
| - | -------------- | --- | -- | ----------------------- | --- |
| 1 | Reflexe        | Husten, Schlucken, Salivation                                                                                   | 6  | Stimme                  | Tonhaltedauer, Tonhöhendifferenzierung, Stimmstärke, Stimme beim Sprechen                                                                        |
| 2 | Respiration    | Atmung in Ruhe, Atmung beim Sprechen                                                                            | 7  | Zunge                   | Zunge in Ruhe, Herausstrecken der Zunge, Heben der Zunge, Laterale Bewegungen der Zunge, Alternierende Bewegungen der Zunge, Zunge beim Sprechen |
| 3 | Lippenbewegung | Lippen in Ruhe, Breitziehen der Lippen, Lippenschluss, Alternierende Bewegungen, Lippenbewegungen beim Sprechen | 8  | Verständlichkeit        | Wörter, Sätze, Spontansprache |
| 4 | Kiefer         | Kiefer in Ruhe, Kieferbewegung beim Sprechen                                                                    | 9  | Beeinflussende Faktoren | Gehör, Sehvermögen, Zähne, Sprache, Psychische Verfassung, Körperhaltung                                                                         |
| 5 | Gaumensegel    | Gaumensegelbewegungen beim Essen, Gaumensegelfunktion, Gaumensegelbewegung beim Sprechen                        | 10 | Andere Faktoren         | Geschwindigkeit, Kinästhetische Wahrnehmung |

## Vor- und Nachteile
Vorteile bestehen in den geprüften Testgütekriterien, der Profildarstellung der Ergebnisse und den Hinweisen auf Zusatzbeobachtungen, die das Gesamtbild der Person ergänzen.
Nachteilig ist die Mischung aus ätiologischer und symptomatischer Klassifikation. Im klinischen Bereich ist eine Einteilung nach Art der Bewegungsstörung (symptomatisch) sinnvoll und üblich. Ebenso von Nachteil ist die unterschiedliche Gewichtung der Funktionskreise, da Respiration und Phonation weniger Beachtung geschenkt wird als Prosodie, Mundmotorik oder Reflexfunktionen.
Die Mehrzahl der Aufgaben überprüft nichtsprachliche Störungsbereiche. Dennoch ist die Frenchay-Dysarthrie-Untersuchung das einzige Verfahren, das als Beispiel einer standardisierten Dysarthrie-Diagnostik in den Heilmittelrichtlinien Deutschlands genannt wird.